# Baia (Suceava)
Baia (veraltet Târgul Moldovei; deutsch Molde, lateinisch Civitas Moldaviensis ungarisch Moldvabánya, auch Bája) ist eine Gemeinde im Kreis Suceava in der historischen Region Westmoldau im Nordosten Rumäniens.
Der Ort ist auch unter den deutschen Bezeichnungen Molda und Mulda und auch Mulde oder Moldenmarkt, der eingedeutschten Bezeichnung Baja und den lateinischen Bezeichnungen Civitas Moldaviae, Moldavia oder Civitas Moldaviensis bekannt.

## Geographische Lage
Die Gemeinde Baia liegt im Südosten des Kreises Suceava und wird vom Fluss Moldau durchquert. An der Kreisstraße (Drum județean) DJ 209H befindet sich das Gemeindezentrum acht Kilometer südwestlich von der nächstgrößeren Stadt Fălticeni entfernt.

## Geschichte

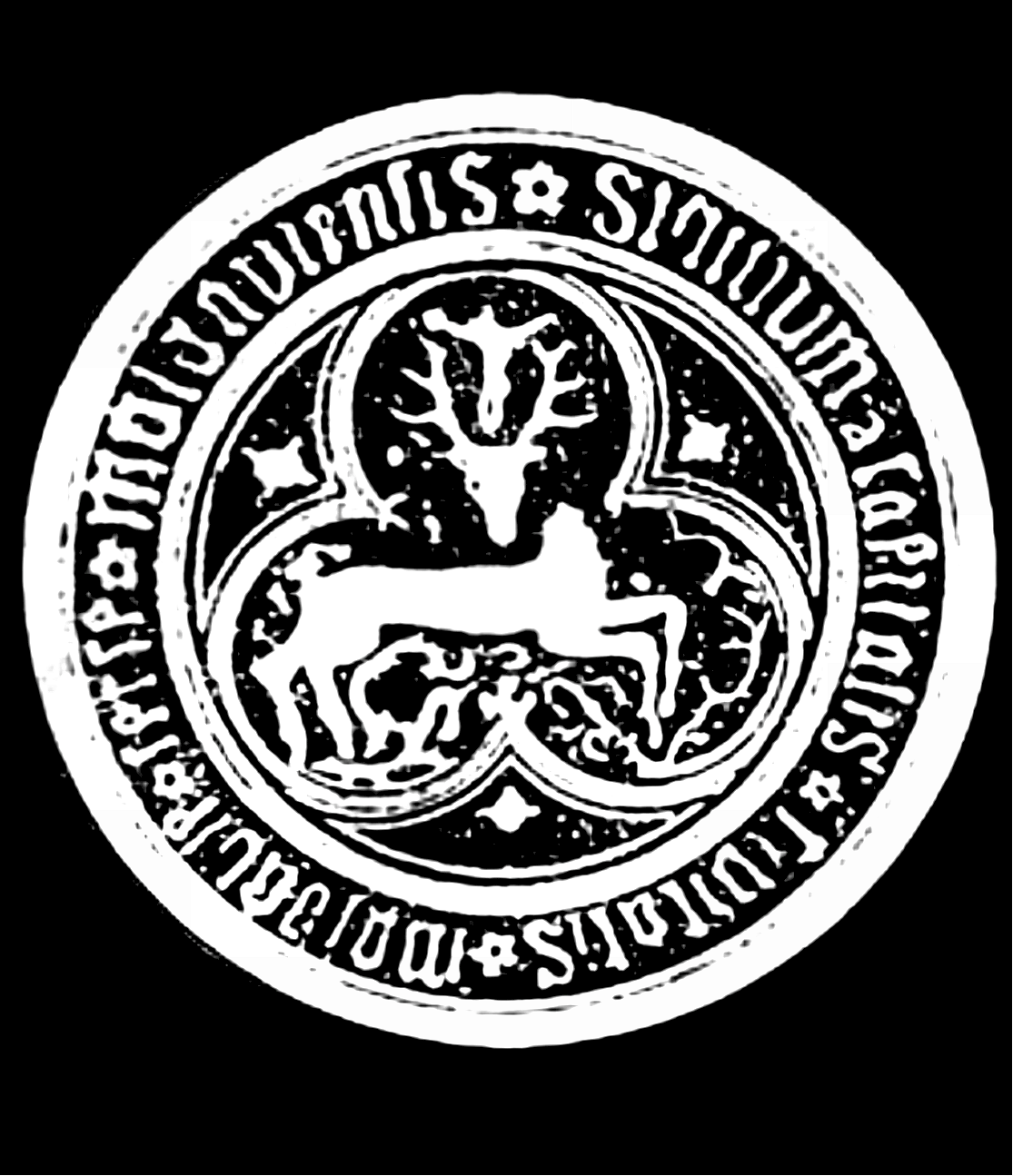
Siegel von Baia (13. Jahrhundert), der Hirsch auf dem Siegel ist ein Symbol des Heiligen Hubertus, des Schutzpatrons der Jäger.

Baia war im Mittelalter die erste Hauptstadt des Fürstentums Moldau. Auch im rumänischen Raum galt die Stadt in der Vergangenheit als die bedeutendste Stadt östlich der Karpaten.
Archäologische Grabungen beweisen, dass das Gebiet von Baia bereits vor der Cucuteni-Tripolje-Kultur im 6. Jahrtausend v. Chr. bewohnt worden war. Nach Karl Auner (1865–1932), Generalvikar des Bistums Iași und Historiker, existierte der mittelalterliche Ort bereits im 13. Jahrhundert. Im 14. bis 16. Jahrhundert war Baia eines der wichtigsten urbanen Zentren des Fürstentums Moldau.
Der Ort wurde von siebenbürgisch-sächsischen Kaufleuten die nach dem Mongolensturm von 1241 in das Gebiet der späteren Moldau geflüchtet waren, gegründet. Bereits im 13. Jahrhundert hatten dominikanische Missionare eine Kirche errichtet und im Jahre 1337 wird in einem Dokument eine „von armen, nach Baia ausgewanderten Sachsen“ erbaute Franziskanerkirche erwähnt. Auch Ungarn siedelten dort. So kam es, dass Baia über ein Stadtsiegel mit lateinischer Inschrift verfügt.
Baia mit seiner Zitadelle war – durch Dokumente aus der Kanzlei Ludwig von Anjous bestätigt – die erste Hauptstadt des feudalen Staates Moldau, auch nach 1359, dem Jahr der Befreiung von der ungarischen Abhängigkeit (bis 1388). Die Stadt war auch ein sehr wichtiges religiöses Zentrum. Durch ein Dekret des Fürsten Alexander des Guten aus dem Jahr 1410, begann die Errichtung einer katholischen Kathedrale, dem größten Gotteshaus in der damaligen Moldau, deren eindrucksvollen Ruinen noch heute zu sehen sind. Von 1420 an war der Ort die Residenz der katholischen Bischöfe, die 1468 aufgehoben wurde.
Berühmt wurde Baia durch die am 15. Dezember 1467 zwischen der Armee des Fürstentums Moldau, angeführt von Fürst Stefan dem Großen und der des Königs des Königreichs Ungarn, Matthias Corvinus dort gefochtene Schlacht von Baia. Sie endete mit einer bitteren Niederlage für die Ungarn sowie der Flucht und Verwundung des magyarischen Königs. Dabei wurde Baia durch den gewollt gelegten Brand auf Befehl Stefans, der zum Erreichen seiner Kriegsziele nötig gewesen war, völlig zerstört.
Der Ort wurde wieder völlig aufgebaut und Fürst Petru Rareș ließ zwischen 1530 und 1532 die Kirche Mariä Himmelfahrt errichten. Trotzdem sollte die Stadt aber nie mehr ihre alte Bedeutung wiedererlangen. Durch die Bemühungen des Fürsten Alexandru Lăpușneanu, der dort jährlich drei Jahrmärkte stattfinden ließ, betrug zwar 1599 die Einwohnerzahl 15.000 Seelen bei 3.000 Gebäuden, wie ein westlicher Reisender zu berichten wusste, doch knapp hundert Jahre später (1691) erwähnte ein anderer, der Ort sei völlig unbewohnt.
Nachdem 1774 die Bukowina gegen Ende des Russisch-Osmanischen Kriegs (1768–1774) vom neutralen Österreich besetzt worden war, wurde dies 1775 im Frieden von Küçük Kaynarca bestätigt, offiziell als Dank für Österreichs „Vermittlerdienste“ zwischen den Kriegsgegnern. Dadurch lag Baia sehr nahe an der Grenze zu späteren Kronland Herzogtum Bukowina. In dieser Zeit blühte auch wieder der Katholizismus in der Region auf und das Land kam in den Jurisdiktionssprengel des Erzbischofs von Lemberg.
Nicolae Stoleru (1878–1916) war ein rumänischer Lehrer, der 1904 nach Baia kam und einen großen Beitrag zur Alphabetisierung und Erziehung der Kinder geleistet hatte. Bei seiner Ankunft waren 87 % der schulpflichtigen Kinder vor Ort Analphabeten. Er beschäftigte sich aber auch mit der Anhebung des Bildungsniveaus der Bauern und hielt unermüdlich Vorträge zu wissenschaftlichen Errungenschaften, zur Verbesserung der Hygiene, über die Modernisierung der Landwirtschaft und zur Bekämpfung des Alkoholismus. Ihm zu Ehren wurde 1937 ein Denkmal errichtet, auch trägt die in der Gemeinde angesiedelte Schule für Kunst und Handwerk seinen Namen.
In der Zwischenkriegszeit war Baia bis zur kommunistischen Verwaltungsreform von 1950 Kreisstadt des Bezirks gleichen Namens. Infolge dieser wurde letzterer zwischen den Kreisen Suceava und Iași aufgeteilt. Heute gehört der Ort zum Kreis Suceava.

## Bevölkerung
Die Einwohnerzahl nahm seit dem Jahr 2002 (6 793 Personen) kontinuierlich ab. Gemäß der Volkszählung von 2011 hat der Ort 2012 Gebäude und die rund 6 500 Einwohner verteilen sich auf 1865 Haushalte. Zusammen mit dem unter Baias Verwaltung stehenden Dorf Bogata sind es zirka 6405 Einwohner. Die Bevölkerung setzt sich zu gut 99 % aus Rumänen zusammen, nur 30 Personen gaben die Zugehörigkeit zu einer anderen Ethnie an. 95,41 % sind rumänisch-orthodoxe Christen aufgeteilt in sechs Pfarreien.

## Kultur
Baia verfügt über:
- vier Schulen,
- vier Kindergärten,
- die Schule mit Gymnasialcharakter für Kunst und Handwerk „Nicolae Stoleru“,[18]
- eine Gemeinschaftsbibliothek sowie
- den Sportverein (Avântul Baia) und
- ein ethnographisches Museum.

## Sehenswürdigkeiten
- Die Kirche des Hl. Georg, auch Biserica Albă (die „Weiße Kirche“) genannt, die Fürst Stefan infolge seines Sieges über die Ungarn gestiftet haben soll.[19]
- Die Kirche Adormirea Maicii Domnului von 1532, die Fürst Petru Rareș hatte erbauen lassen.[20]
- Die Ruine der katholischen Kathedrale von 1410

## Persönlichkeiten
Ein bekannter Sohn der Stadt war der rumänische Literaturhistoriker, -kritiker und Schriftsteller Mihai Gafița (1923–1977), der beim Erdbeben von 1977 in Bukarest ums Leben kam.